# Bâtiment de la galerie d'art de Kruševac
Le bâtiment de la galerie d'art de Kruševac (en serbe cyrillique : Зграда Уметничке галерије у Крушевцу ; en serbe latin : Zgrada Umetničke galerije u Kruševcu) se trouve à Kruševac, dans le district de Rasina, en Serbie. Il est inscrit sur la liste des monuments culturels protégés de la république de Serbie (identifiant no SK 900),.

## Présentation
Le bâtiment a été construit dans les années 1920 pour servir de résidence à la famille Ljotić, une riche famille de commerçants. Son architecture et sa décoration intérieure correspondent aux goûts de la partie la plus aisée de la population de la ville dans l'entre-deux-guerres.
Il est constitué d'un simple rez-de-chaussée avec un toit à quatre pans recouvert de tuiles. La façade sur rue s'organise symétriquement à partir de deux grandes fenêtres en trois parties, encadrées de pilastres surmontés de chapiteaux ioniques. Au-dessus de l'entablement de ces ouvertures se trouvent des oculi massifs encadrés par des balustrades aveugles et ornées de guirlandes stylisées tenues par des représentations de jeunes garçons.

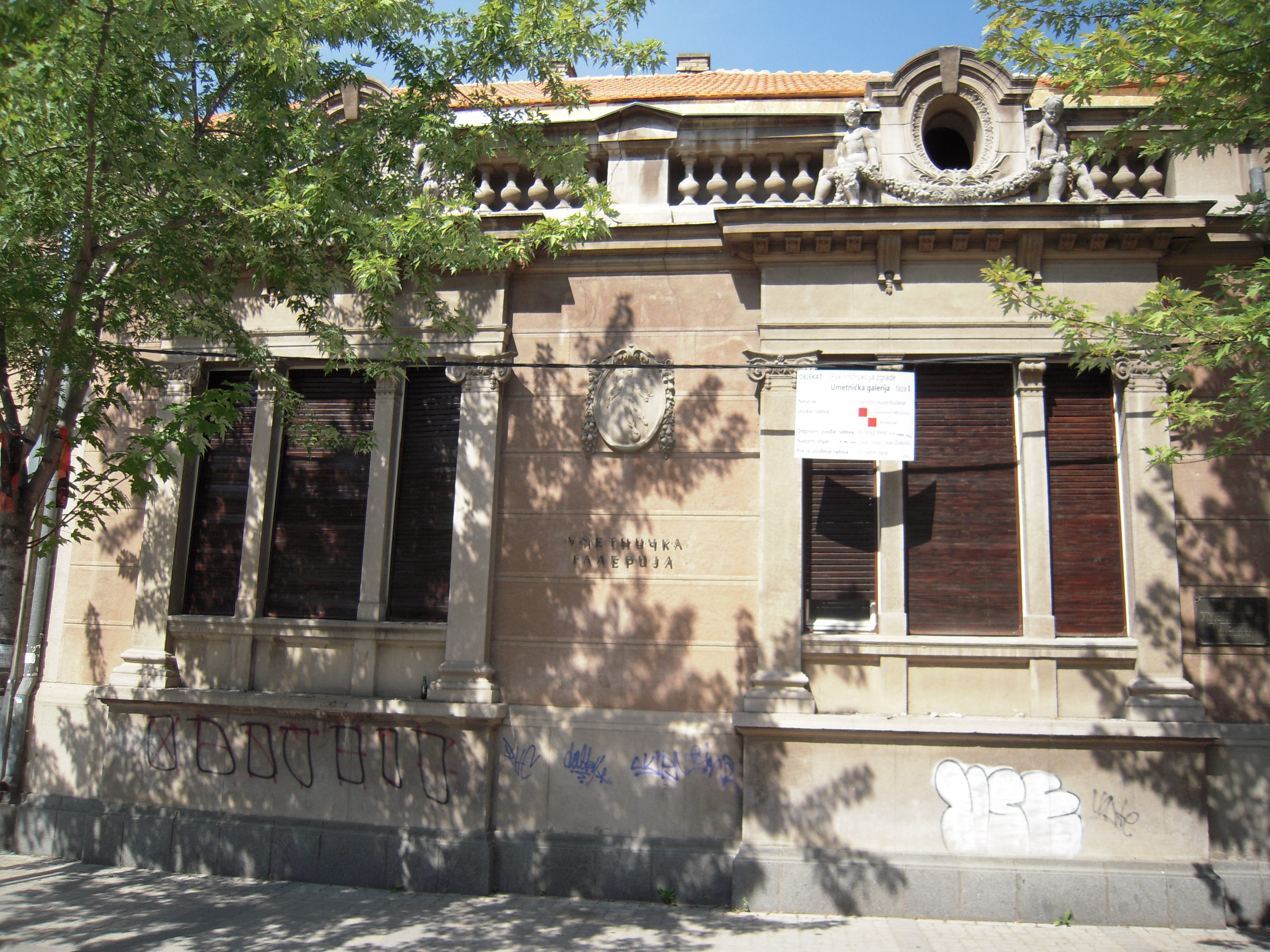
Vue de la façade sur rue.

La galerie d'art a été fondée dans le cadre du musée national de Kruševac en 1961, dont elle fait toujours partie.